# Joc d'espies: La ciutat eterna
Joc d'espies: La ciutat eterna (títol original en anglès, My Spy: The Eternal City) és una pel·lícula de comèdia d'espionatge estatunidenca del 2024 dirigida per Pete Segal, que també va coescriure el guió amb Jon i Eric Hoeber. Es tracta d'una seqüela de la pel·lícula del 2020 My Spy, i és protagonitzada per Dave Bautista, Chloe Coleman, Kristen Schaal i Ken Jeong que repeteixen els seus papers de la pel·lícula anterior, amb Flula Borg, Craig Robinson i Anna Faris unint-se al repartiment principal. Es va estrenar als Estats Units el 18 de juliol de 2024. S'ha subtitulat al català.

## Premissa
La Sophie, ara adolescent, convenç en JJ perquè acompanyi el viatge del cor de la seva escola a Itàlia, on tots dos, sense saber-ho, acaben sent peons en un complot terrorista internacional que té com a objectiu el cap de la CIA, David Kim, i el seu fill, en Collin, que també resulta ser el millor amic de la Sophie.

## Repartiment
- Dave Bautista com a JJ
- Chloe Coleman com a Sophie
- Kristen Schaal com a Bobbi
- Ken Jeong com a David Kim
- Anna Faris com a Nancy
- Flula Borg com a Grua
- Taeho K com a Collin
- Billy Barratt com a Ryan Kerr
- Craig Robinson com a Connelly
- Nicola Correia-Damude com a Christina
- Noah Danby com a Todd

## Producció
Amazon MGM Studios i STXfilms van començar a explorar una seqüela de la pel·lícula del 2020 l'agost del 2020, després del seu èxit a Amazon Prime Video. La pel·lícula es va confirmar el febrer de 2023, amb Pete Segal repetint com a director i Dave Bautista, Chloe Coleman, Kristen Schaal i Ken Jeong en el repartiment. Anna Faris, Craig Robinson i Flula Borg també s'hi unirien, i la producció va començar aquell mes. El rodatge va concloure a Venècia el maig d'aquell mateix any.